# Artavaside IV
Artavaside IV (... – 2 d.C.) è stato un re armeno.
Figlio di Ariobarzane di Atropatene, gli succedette sul trono del regno d'Armenia, dopo la morte accidentale del padre pare in un incidente di caccia (sebbene è probabile che dietro questo evento vi fosse stato l'intervento della classe nobiliare armena, che vedeva di cattivo occhio la progressiva perdita di indipendenza della nazione a vantaggio di Roma)
Il suo regno fu tuttavia di durata brevissima, essendo egli stesso di lì a poco assassinato dai partigiani della dinastia artasside nel 2 d.C.